# Mito de la creación Kaluli
El Mito de la creación Kaluli es un mito de la creación  tradicional del pueblo Kaluli de Papúa Nueva Guinea. La versión de como, fue descrita por el antropólogo y etnógrafo Edward L. Shieffelin cuyo primer contacto con ellos tuvo lugar a finales de la década de 1960- 

## Primera versión
La historia comienza en una época que los Kaluli llaman hena madaliaki, que se puede traducir «cuando la tierra tomó forma». Durante el tiempo de hena madaliaki la gente cubría la tierra pero no había nada más: ni árboles ni plantas, ni animales, ni arroyos. Sin nada que usar como alimento o refugio, la gente se volvió fría y hambrienta. Entonces un hombre entre ellos —se dan dos relatos alternativos — reunió a todos y delegó diferentes tareas. Escogió a un grupo para que se convirtieran en árboles y así lo hicieron. A otro para que se convirtieran en sagú, a otro para que fueran peces, otro plátanos y así sucesivamente hasta que el mundo rebosaba de animales, comida, arroyos, montañas y todas las demás características naturales. Únicamente quedaban unas pocas personas y se convirtieron en los antepasados de los seres humanos actuales.

## Segunda versión
Los Kaluli describen esta historia como «el tiempo en que todo se dividió». Este concepto de todos los fenómenos mundiales como resultado de una «división» tiene muchos ecos en el pensamiento y las prácticas culturales de Kaluli. En la visión del mundo de Kaluli, toda la existencia está hecha de personas que se diferenciaron en diversas formas. Los animales, las plantas, los arroyos y las personas son todos iguales excepto en la forma que han asumido después de esta gran división. La muerte es otra división. Los Kaluli no tienen el concepto de un dominio trascendente y sagrado que sea espiritual o de alguna manera fundamental distinto del mundo natural y material; en cambio, la muerte es otro evento que divide a los seres a través de la adquisición de nuevas formas que son irreconocibles para los vivos.

## Resultado contemporáneo
Los Kaluli son un pueblo indígena cuyo primer contacto con la civilización occidental contemporánea comenzó en la década de 1940. Después de extensos esfuerzos  misioneros cristianos en la región, las variantes de la historia tradicional de la creación han adoptado algunos elementos del cristianismo. Antes del contacto, la historia de Kaluli describía la creación como una solución pragmática a los problemas del frío y el hambre, y los esfuerzos eran iniciados por uno o dos hombres ordinarios y sin nombre, más que por una deidad o deidades. Desde entonces, los Kaluli han tendido a identificar a uno o a ambos como «Godeyo» (Dios) y «Yesu» (Jesucristo).